# Nothoasteia
Nothoasteia är ett släkte av tvåvingar. Nothoasteia ingår i familjen Neurochaetidae.
Kladogram enligt Catalogue of Life:
| Nothoasteia | \| \| Nothoasteia clausa \| \| \| \| \| \| Nothoasteia platycephala \| \| \| \| |
|             | \| \| Nothoasteia clausa \| \| \| \| \| \| Nothoasteia platycephala \| \| \| \| |
|             | Neurochaeta                                                                     |
|             |                                                                                 |
|             | Nothoasteia clausa                                                              |
|             |                                                                                 |
|             | Nothoasteia platycephala                                                        |
|             |                                                                                 |

|  | Nothoasteia clausa       |
|  |                          |
|  | Nothoasteia platycephala |
|  |                          |